# Канада на летних Олимпийских играх 1904
Канада на летних Олимпийских играх 1904 была представлена 52 спортсменами в пяти видах спорта. Страна заняла четвёртое место в общекомандном зачёте.

## Медалисты

### Золото
| Золото | |                                            |
| №      | Спортсмены | Вид спорта (дисциплина)                    |
| 1      | Джордж Лайон | Гольф (одиночный разряд)                   |
| 2      | Уильям Бёрнс, Эль Бланшар, Уильям Бренно Джордж Бретц, Бенджамин Джемисон, Жорж Клутье, Сэнди Коуэн, Джордж Кэттенеч, Хиллиард Лайл, Стюарт Лейдлоу, Лоуренс Пентленд, Джек Флетт | Лакросс (мужчины)                          |
| 3      | Этьен Демарто | Лёгкая атлетика (метание веса в 56 фунтов) |
| 4      | Джон Гурли, Джордж Дакер, Роберт Лейн, Эрнст Линтон, Гордон Макдональд, Фредерик Стип, Томас Тейлор, Уильям Туайтс, Джон Фрейзер, Альберт Хендерсон, Александр Холл               | Футбол (мужчины)                           |

### Серебро
| Серебро | |                                  |
| №       | Спортсмены | Вид спорта (дисциплина)          |
| 1       | Артур Бейли, Филипп Бойд, Дональд Мак-Кензи, Уильям Райс, Джозеф Райт, Джордж Райффенштайн, Джордж Стрейндж, Уильям Уодсворт, Томас Лаудон | Академическая гребля (восьмёрки) |

### Бронза
| Бронза | |                         |
| №      | Спортсмены | Вид спорта (дисциплина) |
| 1      | Флэт Айрон, Олмайти Войс, Ред Джекет, Блэк Игл, Снейк Итер, Лайтфут, Халф Мун, Мэн Эфрейд Соуп, Споттид Тейл, Рейн ин Фейс, Блэк Хоук, Найт Хоук | Лакросс (мужчины)       |

### 

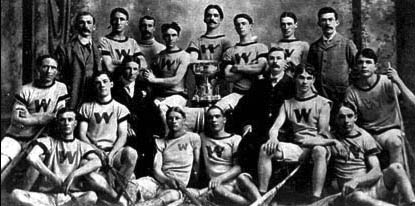
Канадская сборная по лакроссу, ставшая чемпионкой Игр

## Результаты соревнований

### Академическая гребля
Курсивом показан рулевой.
| Соревнование | Спортсмены | Финал      | Финал |
| Соревнование | Спортсмены | Результат  | Место |
| ------------ | --- | ---------- | ----- |
| Восьмёрки    | Артур Бейли, Филипп Бойд, Дональд Мак-Кензи, Уильям Райс, Джозеф Райт, Джордж Райффенштайн, Джордж Стрейндж, Уильям Уодсворт, Томас Лаудон | неизвестен | 2     |

### Гольф
| Соревнование     | Спортсмены    | Квалификация | Квалификация | Первый раунд            | Второй раунд                | Четвертьфинал                 | Полуфинал                    | Финал                      |
| Соревнование     | Спортсмены    | Результат    | Место        | Соперник Результат      | Соперник Результат          | Соперник Результат            | Соперник Результат           | Соперник Результат         |
| ---------------- | ------------- | ------------ | ------------ | ----------------------- | --------------------------- | ----------------------------- | ---------------------------- | -------------------------- |
| Одиночный разряд | Джордж Лайон  | 169          | 9            | Джон Кэди (USA) выиграл | Стюарт Стикни (USA) выиграл | Альберт Ламберт (USA) выиграл | Фрэнсис Ньютон (USA) выиграл | Чендлер Игэн (USA) выиграл |
| Одиночный разряд | Адам Остин    | 211          | 65           | не прошёл               | не прошёл                   | не прошёл                     | не прошёл                    | не прошёл                  |
| Одиночный разряд | Альберт Остин | 230          | 73           | не прошёл               | не прошёл                   | не прошёл                     | не прошёл                    | не прошёл                  |

### Лякросс
Составы команд
Канада 1
- Уильям Бёрнс
- Эль Бланшар
- Уильям Бренно
- Джордж Бретц
- Бенджамин Джемисон
- Жорж Клутье
- Сэнди Коуэн
- Джордж Кэттенеч
- Хиллиард Лайл
- Стюарт Лейдлоу
- Лоуренс Пентленд
- Джек Флетт

Канада 2
- Флэт Айрон
- Олмайти Войс
- Ред Джекет
- Блэк Игл
- Снейк Итер
- Лайтфут
- Халф Мун
- Мэн Эфрейд Соуп
- Споттид Тейл
- Рейн ин Фейс
- Блэк Хоук
- Найт Хоук

Соревнование
|  | Полуфинал | Полуфинал |                   |   | Финал | Финал |
|  |           |           |                   |   |       |       |
|  | 2 июля    |           |                   |   |       |       |
|  |           |           |                   |   |       |       |
|  | США       | 2         |                   |   |       |       |
|  | США       | 2         | 7 июля            |   |       |       |
|  | Канада 2  | 0         |                   |   |       |       |
|  | Канада 2  | 0         | США               | 2 |       |       |
|  |           |           | США               | 2 |       |       |
|  |           | Канада 1  | 8                 |   |       |       |
|  | Канада 1  | Канада 1  | 8                 | — |       |       |
|  | Канада 1  |           |                   | — |       |       |
|  | нет       | —         |                   |   |       |       |
|  | нет       | —         | Матч за 3-е место |   |       |       |
|  |           |           |                   |   |       |       |
|  |           |           |                   |   |       |       |
|  |           |           |                   |   |       |       |
|  |           |           |                   |   |       |       |
|  |           |           |                   |   |       |       |
|  |           |           |                   |   |       |       |

### Лёгкая атлетика
| Соревнование             | Спортсмен        | Полуфинал  | Полуфинал | Дополнительный раунд | Дополнительный раунд | Финал      | Финал     |
| Соревнование             | Спортсмен        | Результат  | Место     | Результат            | Место                | Результат  | Место     |
| ------------------------ | ---------------- | ---------- | --------- | -------------------- | -------------------- | ---------- | --------- |
| 60 метров                | Роберт Керр      | неизвестен | 2         | неизвестен           | 3-4                  | не прошёл  | не прошёл |
| 100 метров               | Роберт Керр      | неизвестен | 3         |                      |                      | не прошёл  | не прошёл |
| 200 метров               | Роберт Керр      | неизвестен | 3         |                      |                      | не прошёл  | не прошёл |
| 400 метров               | Персиваль Молсон |            |           |                      |                      | неизвестен | 7-12      |
| 800 метров               | Питер Дир        |            |           |                      |                      | неизвестен | 7-13      |
| 800 метров               | Джон Пек         |            |           |                      |                      | неизвестен | 7-13      |
| 1500 метров              | Питер Дир        |            |           |                      |                      | неизвестен | 6         |
| Метание веса в 56 фунтов | Этьен Демарто    |            |           |                      |                      | 10,46 м    | 1         |

### Футбол
Состав команды
| Игрок             | Матчей | Голов |
| ----------------- | ------ | ----- |
| Джон Гурли (к)    | 2      | 0     |
| Джордж Дакер      | 2      | 0     |
| Роберт Лейн       | 2      | 0     |
| Эрнст Линтон (в)  | 2      | 0     |
| Гордон Макдональд | 2      | 0     |
| Фредерик Стип     | 2      | 1     |
| Томас Тейлор      | 2      | 3     |
| Уильям Туайтс     | 2      | 0     |
| Джон Фрейзер      | 1      | 0     |
| Альберт Хендерсон | 1      | 1     |
| Александр Холл    | 2      | 3     |

Соревнование
| Место | Команда | И | В | Н | П | О | ГЗ | ГП |
| ----- | ------- | - | - | - | - | - | -- | -- |
| 1     | Канада  | 2 | 2 | 0 | 0 | 6 | 11 | 0  |
| 2     | США 1   | 3 | 1 | 1 | 1 | 4 | 2  | 7  |
| 3     | США 2   | 3 | 0 | 1 | 2 | 1 | 0  | 6  |

| 16 ноября 1904                                                        | \| Канада \| 7:0 (4:0) \| США 1 \| \| Александр Холл (3х) Гордон Макдональд (2х) Фредерик Стип Томас Тейлор \| Голы \| \| | Стадион: Фрэнсис Филд, Сент-Луис Зрителей: ? Судья: Пол Мак-Суини |
| Канада                                                                | 7:0 (4:0) | США 1                                                             |
| Александр Холл (3х) Гордон Макдональд (2х) Фредерик Стип Томас Тейлор | Голы |                                                                   |

| 17 ноября 1904                              | \| Канада \| 4:0 (4:0) \| США 2 \| \| Томас Тейлор (2х) Альберт Хендерсон Автогол \| Голы \| \| | Стадион: Фрэнсис Филд, Сент-Луис Зрителей: ? Судья: Пол Мак-Суини |
| Канада                                      | 4:0 (4:0)                                                                                       | США 2                                                             |
| Томас Тейлор (2х) Альберт Хендерсон Автогол | Голы                                                                                            |                                                                   |